# Kunisaki
Kunisaki (japanska: 国東市?, Kunisaki-shi) är en stad i Ōita prefektur i Japan. Staden bildades 2006 genom en sammanslagning av kommunerna Kunisaki, Aki, Kunimi och Musashi. 